# Paul von Störck
Paul Freiherr von Störck (* 27. August 1850 in Wien; † 28. April 1920 ebenda) war ein österreichischer Gutsbesitzer und Politiker sowie Pionier des Genossenschaftswesens in Österreich. Von 1889 bis 1904 war er Abgeordneter zum Steiermärkischen Landtag. Von 1902 bis 1919 wirkte Störck als Generalanwalt des Raiffeisenverbandes der gesamten österreichisch-ungarischen Monarchie.

## Leben
Der Sohn eines Offiziers studierte Rechtswissenschaften an der Universität Wien (Dr. iur. 1875) und war zunächst im Gerichtsdienst tätig.
1881 erwarb er das Gut Oberlorenzen in Sankt Lorenzen im Mürztal, welches er zu einem landwirtschaftlichen Musterbetrieb, besonders im Bereich der Rinderzucht, ausbaute. Von 1888 bis 1898 war er Bürgermeister-Stellvertreter in St. Lorenzen und war 1897 Gründungsobmann der örtlichen Raiffeisen-Kasse.
Störck gründete in der gesamten Steiermark zahlreiche Genossenschaften nach dem Raiffeisen-Prinzip, besonders am Herzen lagen ihm dabei die Viehzucht- und Molkereigenossenschaften sowie die Vorsorge-Kassen, aus denen die heutigen regionalen Raiffeisenbanken hervorgingen. Auf Störcks Initiative hin wurde 1898 der Verband der landwirtschaftlichen Genossenschaften in der Steiermark gegründet, als dessen Präsident er auch wirkte. Auf internationaler Ebene war Störck Mitbegründer und Vizepräsident des Internationalen Bunds landwirtschaftlicher Genossenschaften.
Als Generalanwalt gelang es ihm, so Hans Georg Ruppe, „in unvergleichlicher Weise […], die divergierenden nationalen Interessen innerhalb der landwirtschaftlichen Genossenschaften zum Ausgleich zu bringen“. Trotz seines großen Einsatzes konnte Störck jedoch nicht verhindern, dass 1918/19 beim Zusammenbruch der österreichisch-ungarischen Monarchie auch der Genossenschaftsverband entlang der neuen Staatsgrenzen aufgeteilt wurde. Ihm oblag dann anschließend die Liquidation des Verbandes.
Politisch setzte sich Paul Freiherr von Störck, der dem national-liberalen Lager nahestand, besonders für das landwirtschaftliche Anerbenrecht und für die Entschuldung des bäuerlichen Grundbesitzes ein.
Sein Enkel Paul Störck war ebenfalls Genossenschaftsfunktionär und von 1974 bis 1984 Vorstandsvorsitzender des Österreichischen Genossenschaftsverbandes.

## Ehrungen
- 1898: Ehrenbürger von Sankt Lorenzen im Mürztal
- 1907: Orden der Eisernen Krone III. Klasse
- 1917: Komturkreuz des Franz-Joseph-Ordens